# ویتسمیل
ویتسمیل (به چکی: Vícemil) یک منطقهٔ مسکونی در جمهوری چک است که در شهرستان ییندرژیخوف هرادتس واقع شده‌است.
 ویتسمیل ۳٫۸۱ کیلومتر مربع مساحت و ۸۸ نفر جمعیت دارد و ۵۴۰ متر بالاتر از سطح دریا واقع شده‌است.